# Безпрозванна Еліна Олегівна
Елі́на Оле́гівна Безпрозва́нна (нар. 4 червня 1989, Київ) — українська волейболістка, нападаюча. Майстер спорту України міжнародного класу.

## Життєпис
У команді «Круг» (Черкаси) грала з 2005 року.
Володарка Кубка України (2008), бронзовий призер чемпіонату України серед команд вищої ліги (2007).
Виступала за національну команду України. Зокрема, брала участь у міжнародному турнірі в російському Єкатиренбурзі, котрий відбувся у червні 2008 року. У складі юніорської збірної України посіла 3-є місце на чемпіонаті Європи у 2007 році. У 2007 році складі молодіжної збірної України посіла 6-е місце на чемпіонаті світу.
У сезоні 2012/13 захищала кольори казахського клубу «Астана».
Випускниця Навчально-наукового інституту фізичної культури, спорту і здоров'я (Черкаси).
Капітан збірної України з волейболу сидячи. Віцечемпіонка Європи 2017 року в Хорватії, кращий нападник змагання Бронзовий призер континентальної першості 2019 року в Будапешті. На турнірі отримала приз кращому захисникові. Учасниця чемпіонату світу 2018 року в Нідерландах (6 місце).